# Pratapa deudorix
Pratapa deudorix är en fjärilsart som beskrevs av William Chapman Hewitson 1869. Pratapa deudorix ingår i släktet Pratapa och familjen juvelvingar. Inga underarter finns listade i Catalogue of Life.